# Filippino degli Organi
Filippino degli Organi (... – 1450) è stato un architetto italiano.

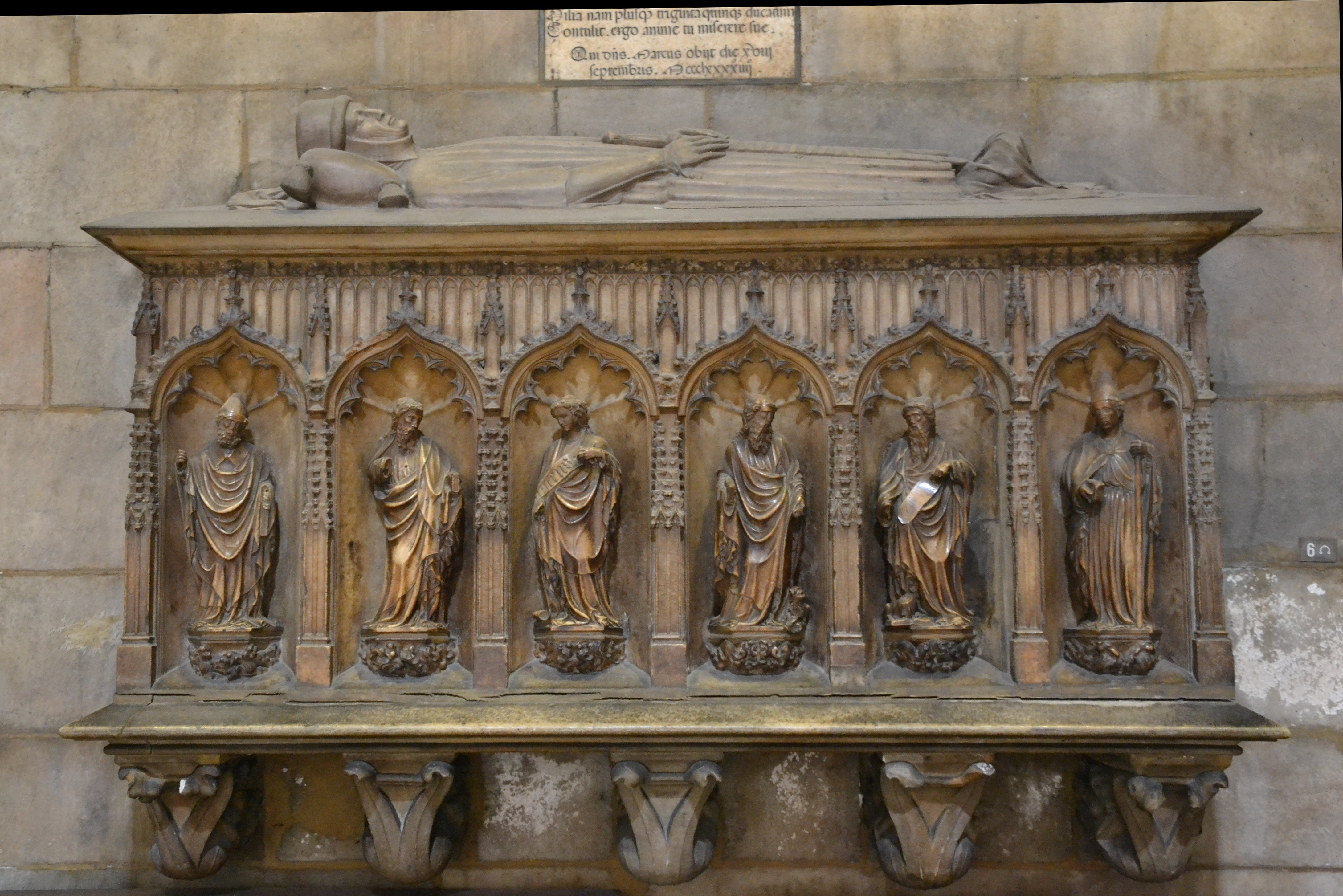
Duomo di Milano, La tomba di Marco Carelli

Discendente dalla famiglia modenese dei "Dagli Organi" o Degli Organi", era figlio di Andrea, già ingegnere della fabbrica del Duomo alla fine del Trecento.
Nel 1438 iniziò a costruire le prime "Conche".
A partire dal 1400 sovraintese alla costruzione del Duomo di Milano, per mezzo secolo. l'11 aprile del 1448 fu licenziato dalla Fabbrica del Duomo, forse perché inviso ai nuovi governanti della Repubblica Ambrosiana.
Fra le sue opere certe si ricordano il finestrone centrale dell'abside, con l'annunciazione e il sole raggiante, e il sarcofago di Marco Carelli, custodito nella navata destra.